# Magnus Lindberg (trummis)
Magnus Lindberg, född 31 juli 1980, är en svensk producent, ljudtekniker och musiker.
Han har medverkat vid ett mycket stort antal produktioner som bland annat mixare, masteringstekniker, producent, ljudtekniker, och gör detta vid Redmount studios där han också är delägare.  I producent- och ljudteknikerrollen har han till exempel medverkat på skivor med Deportees, Park Hotell, The Perishers, Refused, Totalt Jävla Mörker, Convoj, Khoma, Grace Will Fall, Traktor och Komeda med flera. Som mixare och masteringstekniker har han arbetat med band som The Secret, Imperial State Electric, Kongh, Sweden och Switch Opens.
Han är dessutom trummis i bandet Cult of Luna.